# Thundercats
Thundercats è una serie televisiva a cartoni animati statunitense prodotta da Rankin/Bass, andata in onda dal 1985 al 1989, e ispirata ai personaggi creati da Tobin "Ted" Wolf. La serie, di cui Leonard Starr è stato lo scrittore principale, segue le avventure di un gruppo di alieni umanoidi dall'aspetto felino. L'animazione degli episodi è stata fornita dallo studio giapponese Pacific Animation Corporation, con Masaki Iizuka come direttore di produzione. Lo studio è stato acquisito nel 1989 per formare la Walt Disney Animation Japan. La prima stagione della serie è stata trasmessa nel 1985 ed è andata avanti per 65 episodi, seguiti da un film televisivo ThunderCats - Oh! nel 1986. La seconda, la terza e la quarta stagione adottarono un format differente, con 20 episodi a testa di cui i primi cinque rappresentano un unico episodio. Vengono divisi per un totale di 130 episodi.
In Italia, la serie è stata trasmessa per la prima volta dal 1989.
La serie fu originariamente distribuita dalla Telepictures Corporation, che in seguito si sarebbe fusa con la Lorimar Productions nel 1986. Nel 1989, la Lorimar-Telepictures fu rilevata e fusa con la Warner Bros., il cui distaccamento per le produzioni televisive si assunse i diritti di trasmissione del cartone animato. Da quel momento in poi i diritti sul franchise Thundercats appartengono alla Warner Bros.
Sono state prodotte anche diverse serie di fumetti: la versione della Marvel Comics (attualmente di proprietà della rivale Disney della Warner Bros.), dal 1985 al 1988; e cinque serie di Wildstorm, una casa editrice della DC Comics (sorella aziendale della Warner Bros.), a partire dal 2003. I capi di abbigliamento con il logo ThunderCats e i cofanetti di DVD della serie originale hanno goduto di una rinascita negli ultimi anni come nostalgia per coloro che sono cresciuti con la serie.
Un adattamento cinematografico della serie è stato annunciato nel giugno 2007; Aurelio Jaro stava realizzando un film d'animazione in CGI di ThunderCats , basato su una sceneggiatura scritta da Paul Sopocy. Jerry O'Flaherty, art director veterano dei videogiochi, aveva firmato per dirigere. Il film doveva essere prodotto da Spring Creek Productions. L'uscita del film era originariamente prevista per l'estate 2010, ma da allora il film è stato sospeso. I concept art del film sono trapelati online.

## Trama
ThunderCats segue le avventure dell'omonimo gruppo di eroi, degli alieni dalla forma di felini antropomorfi provenienti dal pianeta Thundera, su un pianeta chiamato Terza Terra. La serie inizia proprio con la distruzione del pianeta Thundera, che costringe i Thundercats (una sorta di nobiltà thunderiana) ad abbandonare la propria patria. Tuttavia la flotta viene attaccata dai nemici dei Thunderiani, i mutanti di Plun-Darr, che distruggono la maggior parte delle astronavi della flotta, ma risparmiano l'ammiraglia, a bordo della quale sospettano ci sia la leggendaria spada mistica della veggenza. La spada contiene l'Occhio di Thundera, la fonte del potere dei Thundercats, che è incastonato nell'elsa. Anche se i Mutanti danneggiano la nave ammiraglia, il potere dell'Occhio di Thundera riesce comunque a respingerli. Tuttavia i danni all'astronave impediscono ai Thudercats di raggiungere la loro originaria destinazione, e li costringe a ripiegare verso la "Terza Terra"; che richiederà molto più tempo del previsto. L'anziano dei Thundercats, Jaga, si offre volontariamente di guidare l'astronave mentre gli altri rimarranno addormentati a lungo all'interno di capsule. Jaga però muore di vecchiaia negli anni successivi, ma non prima di aver assicurato che i Thundercats a bordo raggiungano la destinazione sani e salvi. All'interno dell'astronave ci sono Lion-O, giovane signore dei ThunderCats, oltre che Cheetara, Panthro, Tygra, WilyKit e WilyKat e Snarf.
Quando i Thundercats si risvegliano dal loro lungo sonno, dopo dieci "anni galattici", sulla Terza Terra scoprono che la capsula di sospensione che conteneva Lion-O era rimasta danneggiata e che quindi ha solo rallentano (e non fermato) la sua crescita, rendendolo così un bambino nel corpo di un giovane adulto. Insieme, i Thundercats e i nativi della Terza Terra costruiscono la "tana del gatto", la loro nuova casa e nuovo quartier generale, ma ben presto, i Mutanti li rintracciano anche sulla Terza Terra. L'intrusione di queste due razze aliene al mondo non passa inosservata, tuttavia, il demoniaco stregone mummificato, Mumm-Ra, recluta i mutanti per aiutarlo nella sua campagna per conquistare l'Occhio di Thundera e distruggere i Thundercats in modo che il suo male possa continuare a dominare sulla Terza Terra.
Secondo quanto scritto nel primo capitolo dei fumetti pubblicati dalla WildStorm Thundercats Origins: Heroes and Villains, la Terza Terra è in realtà proprio la Terra in un futuro alternativo. Mumm-Ra proviene dall'antico Egitto, dove secoli prima si rese schiavo degli antichi spiriti del male per ottenere il suo tremendo potere e la conoscenza dell'universo. Mumm-ra è apparentemente anche il responsabile della distruzione della razza umana, avvenuta dopo essere stato involontariamente liberato dalla camera funeraria della piramide Onyx, dove il figlio di un faraone l'aveva imprigionato.

### Stagione 1
La trama di cui sopra è servita, nella prima stagione, come base per una vasta gamma di storie che mescolavano liberamente elementi di fantascienza e fantasy in un tradizionale racconto del bene contro il male che introduceva costantemente sempre più elementi ricorrenti, alleati e cattivi, nel mondo dei ThunderCats. La tecnologia futuristica è centrale nella serie tanto quanto la magia e il mito, ma anche nel mezzo di tutta questa azione, la serie non sottovaluta mai l'importanza dei valori morali nella risoluzione dei problemi. Ogni episodio normalmente includerebbe un breve epilogo, in cui i personaggi si riprendono dopo gli eventi della storia e si prendono il tempo per individuare un valore personale o un approccio sano che ha contribuito a salvare la situazione, o che avrebbe potuto farlo se l'avessero visto.
La prima metà della prima stagione presentava una delicata continuità, con i primi episodi che si susseguivano l'uno all'altro e stabilivano concetti ricorrenti, anche se questo divenne meno comune quando la stagione passò alla seconda metà, che comprendeva per lo più avventure one-shot occasionali. A legare insieme la seconda metà della prima stagione c'era l'avventura generale in cinque parti scritta dallo scrittore capo della serie Leonard Starr, "Lion-O's Annointment", in cui un Lion-O disarmato affrontava prima ciascuno degli altri ThunderCats, e poi Mumm-Ra, così da guadagnarsi il titolo di Lord of the ThunderCats. Le cinque parti erano:
1. "Day One: The Trial Of Strength" - Lion-O ha dovuto superare Panthro in una gara di forza.
2. "Secondo giorno: The Trial Of Speed" - Lion-O ha dovuto battere Cheetara in una gara di velocità.
3. "Giorno tre: La prova dell'astuzia" - Lion-O ha dovuto superare in astuzia entrambi i "ThunderKittens", WilyKat e WilyKit, in un luogo sotterraneo.
4. "Giorno quattro: La prova del potere mentale" – Lion-O si è scontrato con Tygra in una sfida basata sulla mente.
5. "Last Day: The Trial Of Evil" - Lion-O ha dovuto sconfiggere Mumm-Ra. Nel suo "Trial Of Evil", Lion-O scoprì che Mumm-Ra era fortemente dipendente dal sarcofago all'interno del quale era stato mummificato.

Per tutti e quattro i giorni tranne l'ultimo, i Mutanti cercarono di interferire con le prove di Lion-O in modo da poter costringere i ThunderCats a rimanere senza leader. Gli altri ThunderCats furono quindi costretti a coinvolgersi nel conflitto appositamente per sventare le interferenze dei Mutanti, il tutto mentre cercavano di evitare di assistere Lion-O nelle sue prove di unzione.
Sebbene destinate ad essere viste consecutivamente (poiché le avventure rappresentate si svolgevano un giorno dopo l'altro), le cinque parti della miniserie furono erroneamente trasmesse (e pubblicate su DVD) con più altri episodi tra ogni puntata.

### ThunderCats – Oh!
Il film TV del 1986 ThunderCats - Oh! presentò il primo grande cambiamento allo status quo della serie, introducendo tre nuovi Thundereans (che Lion-O in seguito consacrò come ThunderCats) che erano anche loro sopravvissuti alla distruzione di Thundera. Un enorme cast di eroi e cattivi di ritorno è stato incorporato nella storia e si è concluso con l'apparente distruzione di Mumm-Ra. Leonard Starr ha scritto la storia di questo film per la TV. ThunderCats – Oh! è stato poi suddiviso in cinque puntate, diventando gli episodi iniziali della seconda stagione.

### Stagione 2
Quando la serie tornò nel 1987, fu rivelato che il malvagio mago Mumm-Ra era sopravvissuto. "ThunderCats - Oh!" e il seguito, "Mumm-Ra Lives!", stabilirono il modello per le tre stagioni successive, ognuna delle quali iniziò con una miniserie in cinque parti, scritta nuovamente da Leonard Starr, che stabiliva i nuovi personaggi e concetti che avrebbero caratterizzato la storia influenzando il resto della stagione. Nel caso di "Mumm-Ra Lives!", questi concetti includevano il debutto dei malvagi Lunatak, che divennero una terza fazione esistente per il resto della serie, e la nuova squadra di ThunderCats prensentata in ThunderCats – Oh! ricevendo il proprio quartier generale e i propri veicoli.

### Stagione 3
La stagione del 1988 iniziò con "ThunderCubs" scritto da Peter Lawrence che, sebbene prendesse il nome dalla trama sui ThunderCats trasformati in bambini, riguardava principalmente Mumm-Ra che ricostruiva Thundera per recuperare sia l'arma che l'aveva originariamente distrutta (la Spada di Plun-Darr) e il leggendario Tesoro di Thundera. Nel corso dell'avventura, il tesoro, contenente il Libro dei Presagi, un tomo contenente tutti i segreti dei ThunderCats e molti altri oggetti mistici, fu sparso per tutta la Nuova Thundera, inaugurando un nuovo concetto per la serie: una stagione con un vero e proprio arco narrativo. La continuità tra gli episodi divenne più stretta man mano che ThunderCats, Mutants, Lunatak e Mumm-Ra alternavano le loro avventure tra la Terza Terra e la Nuova Thundera, alla ricerca del tesoro e sfruttandone i poteri. La stagione prevedeva anche il tema ricorrente degli Antichi Spiriti del Male che dovevano giocare un ruolo più importante nello spingere Mumm-Ra all'azione, culminando in un'altra caratteristica unica della stagione: un vero e proprio episodio finale, "The Last Day", in cui gli antichi spiriti del male danno a Mumm-Ra un'ultima possibilità di distruggere i ThunderCats entro il tramonto. Oltre a dimostrare la loro minaccia facendo scomparire Ma-Mutt, gli Antichi Spiriti del Male dichiararono che il fallimento di Mumm-Ra avrebbe comportato la rimozione anche dei Mutanti e dei Lunatak dalla Terza Terra. Alla fine, Mumm-Ra fallì e gli antichi spiriti del male lo esiliarono nell'angolo più lontano dell'Universo.

### Stagione 4
Nella miniserie di apertura, "Return to Thundera!" di Peter Lawrence, i ThunderCats tornarono a New Thundera per ricostruire la loro società, ma prima di partire distrussero la piramide di Mumm-Ra. Ciò fece infuriare gli Antichi Spiriti del Male al punto che riportarono indietro Mumm-Ra e lo installarono all'interno di una nuova piramide su New Thundera. La stagione si è rivelata separata da quella precedente, con avventure affidate quasi interamente a New Thundera e il ruolo di antagonista principale ricoperto da Mumm-Ra o da nuovi cattivi assortiti. I Mutanti, i Lunatak e il Capitano Cracker tornarono tutti per un episodio ciascuno. Tuttavia, nel finale della serie, si raggiungono diverse conclusioni:
- Mumm-Ra resiste e si afferma con successo sugli antichi spiriti del male.
- Il mistero del Libro dei Presagi è finalmente risolto.
- L'ambiente tumultuoso e terrificante di Thundera è finalmente reso pacifico e incontaminato.

## Personaggi
Lion-O
Doppiato da Earl Hammond in originale, mentre in italiano da Francesco Prando
Il leader dei Thundercats, Lion-O è in possesso della potente Spada dei Presagi (Sword Of Omens). Incastonato in essa vi è l'Occhio di Thundera, la fonte del potere dei Thundercats. Quando è in difficoltà Lion-O può chiamare gli altri Thundercats lanciando nel cielo il segnale Thundercat proprio grazie alla spada. La spada è inoltre in grado di dare la "vista oltre la vista", dando il potere di prevedere il pericolo prima che esso si verifichi. Il nome di suo padre era Claudus.
Panthro
Doppiato da Earle Hyman, mentre in italiano da Gabriele Carrara
Panthro funge sia da mago che da tecnico/meccanico per la squadra dei Thundercats. È stato lui che ha costruito la Thundertank, e si occupa costantemente delle riparazioni e della manutenzione delle armi e dei mezzi dei suoi compagni. La sua arma sono una coppia di nunchaku, all'interno delle quali può contenere degli oggetti.
Cheetara
Doppiata da Lynne Lipton, mentre in italiano da Valeria Perilli
Il potere di Cheetara è la sua super velocità, che la rende estremamente sfuggente. È inoltre dotata di un bastone telescopico che può utilizzare per attaccare i nemici. Infine è dotata di uno sviluppatissimo sesto senso, che le permette di vedere sia nel futuro che nel passato.
Tygra
Doppiato da Peter Newman in originale, mentre in italiano da Romano Malaspina
Tygra è un elemento estremamente intelligente e decisamente forte. È colui che ha progettato la Cats Lair. la sua arma è una particolare frusta, in grado di sparare palle di fuoco e altri proiettili. La frusta è anche in grado di renderlo invisibile. Un'altra sua abilità è il potere della mente, con il quale è in grado di creare delle illusioni. Sarà assente nella metà della quarta stagione della serie.
Wiley Kit e Wiley Kat
Doppiati da Peter Newman e Lynne Lipton, mentre in italiano da Antonella Baldini e Guido Cavalleri
Due giovanissimi Thundercats, la cui presenza nella serie televisiva è principalmente quella di creare situazioni umoristiche o finire nei guai. Entrambi sono dotati di piccole armi (corde e piccoli esplosivi) poco efficaci, ma che in alcune occasioni si sono rivelate utili.
Snarfer e Snarf
Doppiati entrambi da Bob McFadden, mentre Snarf in italiano da Franco Zucca
Snarf passa la maggior parte del proprio tempo cucinando e pulendo la Cats Lair, benché in alcuni episodi abbia avuto momenti di ribalta, aiutando gli altri Thundercats in alcune operazioni. Snarfer è invece il nipote di Snarf, e si occupa principalmente della manutenzione della Torre di Omens.
Jaga
Doppiato da Earl Hammond
Jaga era il più anziano dei Thundercats. Durante il viaggio verso la Terra da Thundera ha pilotato la nave sulla Terza Terra, non sopravvivendo però al viaggio. Tuttavia nei momenti di bisogno è ancora in grado di apparire a Lion-O in forma di spirito, per potergli dare dei preziosi consigli.
Mumm-Ra
Doppiato da Earl Hammond in originale, mentre in italiano da Mario Milita
L'antagonista principale della serie. È il nero sacerdote senza età della prima Terra, acerrimo nemico e persecutore dei Thundercats. All'inizio della serie si allea con i mutanti per conquistare l'Occhio di Thundera e distruggere i Thundercats, ma senza successo in ogni episodio successivo.

### Altri personaggi
Dalla seconda stagione della serie, a partire dall'episodio a film televisivo ThunderCats - Ho!, altri tre nuovi personaggi, i tre Thunderiani Lynx-O, Bengali e Pumyra, sopravvissuti alla distruzione di Thundera, entrano a far parte dei Thundercats.

## Episodi
Questa è la lista di episodi sia in italiano che in originale.
Prima stagione (1985)
1. Esodo (Exodus)
2. La diabolica alleanza (The Unholy Alliance)
3. Berbils (Berbils)
4. Gli schiavi del castello di Plun-darr (The Slaves of Castle Plun-darr)
5. Problemi con il tempo (Trouble With Time)
6. Pumm-Ra (Pumm-Ra)
7. Il terrore di Pugno d'Acciaio (The Terror of Hammerhand)
8. La trappola della torre (The Tower of Traps)
9. Il giardino delle Delizie (The Garden of Delights)
10. Mandora, l'inseguitrice del Male (Mandora: Evil Chaser)
11. Il guerriero fantasma (The Ghost Warrior)
12. Lo sguardo soggiogante (The Doom-Gaze)
13. Il signore delle nevi (Lord of the Snows)
14. L'astronave sotto le sabbie (The Spaceship Beneath the Sands)
15. La capsula del tempo (The Time Capsule)
16. Ritorno a Thundera (Return to Thundera)
17. Le sfere di fuoco di Plun-Darr (The Fireballs of Castle Plun-Darr)
18. Troppe scintille (All that Glitters)
19. Scissione dell'immagine (Spitting Image)
20. Mongor (Mongor)
21. Dr. Dometone (Dr. Dometone)
22. La prigione astrale (The Astral Prison)
23. La regina di cristallo (The Crystal Queen)
24. Safari Joe (Safari Joe)
25. Snarf accetta la sfida (Snarf Takes up the Challenge)
26. Sesto senso (Sixth Sense)
27. La Thunder-Fresa (The Thunder-Cutter)
28. Il wolfrat (The Wolfrat)
29. Feliner (1ª parte) (Feliner Part 1)
30. Feliner (2ª parte) (Feliner Part 2)
31. Mandora e i pirati (Mandora and the Pirates)
32. Il ritorno della perforatrice (Return of the Driller)
33. La dimensione del destino (Dimension Doom)
34. La regina delle otto gambe (Queen of 8 Legs)
35. I misteri del buco nero (Sword in the Hole)
36. L'arpa malefica (The Evil Harp of Char-Nin)
37. L'unzione di Lion-O (1ª parte) (Lion-O's Annointment Part 1)
38. L'unzione di Lion-O (2ª parte) (Lion-O's Annointment Part 2)
39. L'unzione di Lion-O (3ª parte) (Lion-O's Annointment Part 3)
40. L'unzione di Lion-O (4ª parte) (Lion-O's Annointment Part 4)
41. L'unzione di Lion-O (5ª parte) (Lion-O's Annointment Part 5)
42. Il demolitore (The Demolisher)
43. Il patto di Monkian (Monkian's Bargain)
44. Stretta comprensione (Tight Squeeze)
45. Le micritiche (The Micrits)
46. La roccia gigante (The Rock Giant)
47. La ribellione di Jackalman (Jackalman's Rebellion)
48. Turmagar la Tusca (Turmagar the Tuska)
49. Mumm-Ra il Berbil (The Mumm-ra Berbil)
50. Peste meccanica (Mechanical Plague)
51. Intrappolati (Trapped)
52. Excalibur (Excalibur)
53. Il segreto del Re Ghiaccio (The Secret of the Ice King)
54. Brutto e buono (Good and Ugly)
55. Il trasferimento (The Transfer)
56. Dividere e conquistare (Divide and Conquer)
57. Il maestro del sogno (Dream Master)
58. Gli invisibili (Out of Sight)
59. La montagna (The Mountain)
60. La pozione de superpotere (The Super-Power Potion)
61. L'occhio dell'osservatore (Eye of the Beholder)
62. Guai con i Thundergattini (Trouble With Thunderkittens)
63. Mumm-Rana (Mumm-Rana)
64. La leva (The Shifter)
65. Bei ricordi (Fond Memories)

ThunderCats Oh! e Seconda stagione (1986)
1. Thundercats Oh! (1ª parte) (ThunderCats HO! The Movie Part 1)
2. Thundercats Oh! (2ª parte) (ThunderCats HO! The Movie Part 2)
3. Thundercats Oh! (3ª parte) (ThunderCats HO! The Movie Part 3)
4. Thundercats Oh! (4ª parte) (ThunderCats HO! The Movie Part 4)
5. Thundercats Oh! (5ª parte) (ThunderCats HO! The Movie Part 5)
6. La vita di Mumm-Ra (1ª parte) (Mumm-Ra Lives! Part 1)
7. La vita di Mumm-Ra (2ª parte) (Mumm-Ra Lives! Part 2)
8. La vita di Mumm-Ra (3ª parte) (Mumm-Ra Lives! Part 3)
9. La vita di Mumm-Ra (4ª parte) (Mumm-Ra Lives! Part 4)
10. La vita di Mumm-Ra (5ª parte) (Mumm-Ra Lives! Part 5)
11. Zuffa inganna (Catfight)
12. La psicologia andata (Psych Out)
13. La maschera della Gorgone (The Mask of the Gorgon)
14. Il gorgogliatore pazzo (The Mad Bubbler)
15. Insieme ci alziamo (Together We Stand)
16. L'isola devastata (Ravage Island)
17. L'interrutore orario (Time Switch)
18. Le pietre sonore (Sound Stones)
19. Il giorno dell'eclisse (Day of the Eclipse)
20. Colpo laterale (Side Swipe)
21. La cintura di Mumm-Rana (Mumm-Rana's Belt)
22. L'onore di Hachiman (Hachiman's Honor)
23. La fuga (Runaways)
24. I capelli del cane (Hair of the Dog)
25. La vendetta di Vultureman (Vultureman's Revenge)

Terza stagione (1987)
1. Thundecubs (1ª parte) (Thundercubs! Part 1)
2. Thundecubs (2ª parte) (Thundercubs! Part 2)
3. Thundecubs (3ª parte) (Thundercubs! Part 3)
4. Thundecubs (4ª parte) (Thundercubs! Part 4)
5. Thundecubs (5ª parte) (Thundercubs! Part 5)
6. Il totem di Dera (The Totem of Dera)
7. La catena della lealtà (The Chain of Loyalty)
8. Crystal Canyon (Crystal Canyon)
9. Il fascio della telepatia (Telepathy Beam)
10. L'isola dell'esilio (Exile Isle)
11. La chiave di Thundera (Key of Thundera)
12. Il ritorno dei Thundercubs (Return of the Thundercubs)
13. La formula (The Formula)
14. Il ciondolo delle bugie (Locket of Lies)
15. Il braccialetto del potere (Bracelet of Power)
16. L'allenamento selvaggio (The Wild Workout)
17. Il Thunderscopio (The Thunderscope)
18. Il drago Jade (The Jade Dragon)
19. Il treno del circo (The Circus Train)
20. L'ultima giornata (The Last Day)

Quarta stagione (1988/1989)
1. Ritorno a Thundera (1ª parte) (Return to Thundera Part 1)
2. Ritorno a Thundera (2ª parte) (Return to Thundera Part 2)
3. Ritorno a Thundera (3ª parte) (Return to Thundera Part 3)
4. Ritorno a Thundera (4ª parte) (Return to Thundera Part 4)
5. Ritorno a Thundera (5ª parte) (Return to Thundera Part 5)
6. Leah (Leah)
7. Frogman (Frogman)
8. L'eredità (The Heritage)
9. Vite allentata (Screw Loose)
10. Malcar (Malcar)
11. Risate indifese (Helpless Laughter)
12. La vendetta di Cracker (Cracker's Revenge)
13. Il mostro di Mossland (The Mossland Monster)
14. La confusione di Mu-Mutt (Mu-Mutt's Confusion)
15. Il maestro dell'ombra (The Shadowmaster)
16. Il canto del cigno (Swan Song)
17. Il tocco di Amorus (The Touch of Amorus)
18. La fabbrica di Zazz (The Zazz Factor)
19. Il bene del dubbio (Well of Doubt)
20. Il libro della veggenza (Book of Omens)

## Produzione
La realizzazione della prima stagione è costata 15 milioni di dollari.

## Opere derivate
Ispirati a Thudercats furono prodotte anche numerose serie a fumetti: la versione della Marvel Comics (attualmente di proprietà della Disney), pubblicata dal 1984 al 1988; e cinque serie della DC Comics, iniziate dal 2003.
Nel 1987 è stato pubblicato il videogioco Thundercats per diversi home computer.

## Film e Reboots

### Film
Il 16 novembre 1987, un VHS chiamato "Thundercats Ho!" è stato distribuito nel Regno Unito da Video Collection International. Il film è stato presentato al BBFC, con una durata di 90 minuti e 31 secondi. In realtà sono stati i primi cinque episodi della seconda stagione modificati per sembrare un lungometraggio. La seconda stagione non è mai andata in onda nel Regno Unito. Questo VHS potrebbe essere stato trasmesso sulla TV americana da stazioni senza accesso ai singoli episodi.
Il 5 giugno 2007 è stato annunciato che Aurelio Jaro sta realizzando un film in computer grafica su ThunderCats, basato su una sceneggiatura di Paul Sopocy. Nell'ottobre 2007, Variety rivelò che Jerry O'Flaherty avrebbe diretto il film e che sarebbe stato prodotto dalla Spring Creek Productions. Il film era stato annunciato per l'estate 2010. Si diceva che fosse una storia originale che espandeva gli eventi del primo episodio e il concept art del film (pubblicato nel luglio 2009) conteneva il personaggio principale Lion-O e tre location. Una scena di prova di due minuti venne filmata e presentata alla Warner Bros.; tuttavia, il film venne sospeso a tempo indeterminato, forse a causa del fallimento critico e commerciale del film Speed Racer del 2008 (un altro progetto CGI della Warner Bros.).

### Serie 2011
Una nuova serie animata di ThunderCats prodotta dalla Warner Bros. Animation è andata in onda su Cartoon Network a partire da luglio 2011. La produzione dell'animazione è stata fornita dallo studio di animazione giapponese Studio °C. Sam Register è stato il produttore esecutivo ed è stato affiancato da Michael Jelenic e Ethan Spaulding come produttori della serie. Lo spettacolo spiegava l'ascensione di Lion-O al trono di Thunderean con un'atmosfera più originale e uno stile più oscuro rispetto alla serie degli anni '80. La nuova serie, tuttavia, ha chiarito fin dall'inizio che non aderiscono alla trama originale. Nella serie originale i Thunder Cats lasciano Thundera, come ultimo della loro razza, per arrivare infine sulla terza terra. Nella nuova serie la primissima riga afferma che i Thunderean sono già sulla terza terra. Con il progredire dei primi episodi i nuovi scrittori sembrano usare Thundera ma non è chiaro se si riferiscano a un pianeta o un regno. L'ex doppiatore di Lion-O Larry Kenney è tornato per interpretare il ruolo del padre di Lion-O, Claudus  nell'episodio di apertura in due parti della nuova serie.
Nel gennaio 2011, alla Fiera del giocattolo di Londra è stato mostrato un poster promozionale con design rivisitati per Lion-O, Cheetara, Panthro e Tygra, nonché design per la Spada dei presagi e veicoli.  La serie è iniziata in onda su Cartoon Network il 29 luglio 2011 con una première di un'ora, mentre la première britannica su Cartoon Network è iniziata il 10 settembre dello stesso anno.
Nonostante una iniziale risposta positiva (con l'animazione in particolare che ha ricevuto pesanti elogi da parte della critica), la serie non ha avuto alcun impatto reale e il numero di spettatori è lentamente diminuito dopo il primo episodio, con la colpa ricaduta su una trama relativamente oscura e complicata considerando che lo spettacolo era rivolto ai bambini dai 6 ai 12 anni. La merce ha avuto difficoltà a vendere e di conseguenza lo spettacolo è stato cancellato dopo solo una stagione.

### ThunderCats Roar
ThunderCats Roar è una serie televisiva animata statunitense del 2020, prodotta da Warner Bros. Animation.
La serie presenta uno stile esplicitamente da cartone animato con un tono più spensierato e comico rispetto alla serie originale ThunderCats. La premessa di ThunderCats Roar è simile a quella dell'originale: i ThunderCats sfuggono dal loro pianeta natale morente Thundera, schiantandosi contro la Terza Terra, dove affrontano vari cattivi e il loro capo malvagio Mumm-Ra.
La serie è stata trasmessa negli Stati Uniti, da Cartoon Network, dal 22 febbraio al 5 dicembre 2020. In Italia è stata trasmessa dal 6 aprile al 18 dicembre 2020 su Cartoon Network.